# Winterreise
Winterreise (Viagem de Inverno) é um ciclo de 24 lieder composto em 1827 por Franz Schubert sobre poemas de Wilhelm Müller. Foi o segundo dos três ciclos de canções escritos pelo compositor (sendo o primeiro Die schöne Müllerin e o terceiro Schwanengesang). Segundo o próprio Schubert, tratava-se do seu preferido. Foi escrito originalmente para tenor, mas é frequentemente transposto para outras vozes.

## Temas
Os 24 lieder do ciclo constituem uma série de reflexões feitas por um viajante no Inverno, sobre temas predominantemente sombrios e tristes, características essas realçadas por um uso sistemático de tonalidades menores. De facto, dos 24 lieder que compõe o ciclo, apenas 8 se encontram em tonalidades maiores: o 5.º (“Der Lindenbaum”), o 11.º (“Frülingstraum”), o 13.º (“Die Post”), o 16.º (“Letzte Hoffnung”), o 17.º (“Im Dorfe”), o 19.º (“Täuschung”) e o 23.º (“Die Nebensonnen”).  A própria Natureza retratada nos poemas reflecte o estado de espírito amargurado do sujeito (como era vulgar no Romantismo), uma vez que são frequentemente descritas paisagens sombrias e geladas.

## Títulos
1. Gute Nacht (Boa Noite)
2. Die Wetterfahne (O Catavento)
3. Gefrorne Tränen (Lágrimas Congeladas)
4. Erstarrung (Solidificação)
5. Der Lindenbaum (A Tília)
6. Wasserflut (Torrente de Água)
7. Auf dem Flusse (Sobre o Rio)
8. Rückblick (Retrospectiva)
9. Irrlicht (Fogo-fátuo)
10. Rast (Descanso)
11. Frülingstraum (Sonho de Primavera)
12. Einsamkeit (Solidão)
13. Die Post (O Correio)
14. Der greise Kopf (A Cabeça Grisalha)
15. Die Krähe (O Corvo)
16. Letzte Hoffnung (Última Esperança)
17. Im Dorfe (Na Aldeia)
18. Der stürmische Morgen (A Manhã Tempestuosa)
19. Täuschung (Engano)
20. Der Wegweiser (O Sinal Indicador)
21. Das Wirtshaus (A Estalagem)
22. Mut (Coragem)
23. Die Nebensonnen (Os Sóis Vizinhos)
24. Der Leiermann (O Homem do Realejo)